# Papierbach (Ilm)

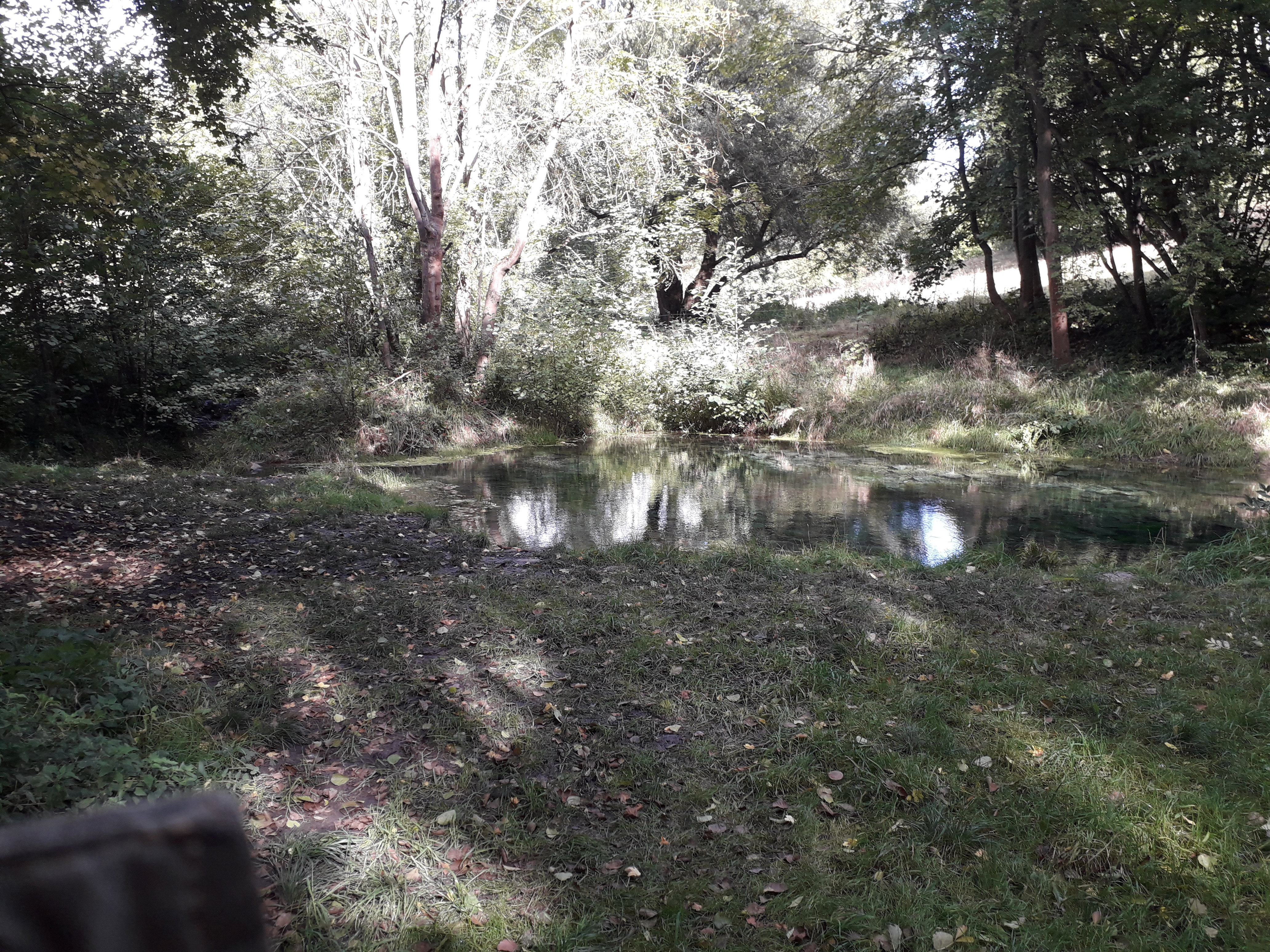
Herzquelle des Papierbachs

Der Papierbach, am Oberlauf Schlufter oder Schluftergraben genannt, ist ein rund drei Kilometer langer rechter und nordöstlicher Zufluss der Ilm über einen Mühlkanal im Ortsteil Oberweimar des kreisfreien Stadt Weimar in  Thüringen. Dort gibt es den Straßenzug Schlufterweg bzw. Quellenberg. Der Bachlauf ist Teil des geschützten Landschaftsbereiches Papierbach – Erlengrund – Herzquelle. Außerdem steht der gesamte Bereich des Papierbachs auf der Liste der Kulturdenkmale in Oberweimar (Thüringen). Seinen Namen dürfte er von der Papiermühle her haben. Auch die Bezeichnung einer Straße mit Papiergraben in Ehringsdorf dürfte auf die Papierproduktion In Oberweimar zurückzuführen sein.

## Verlauf

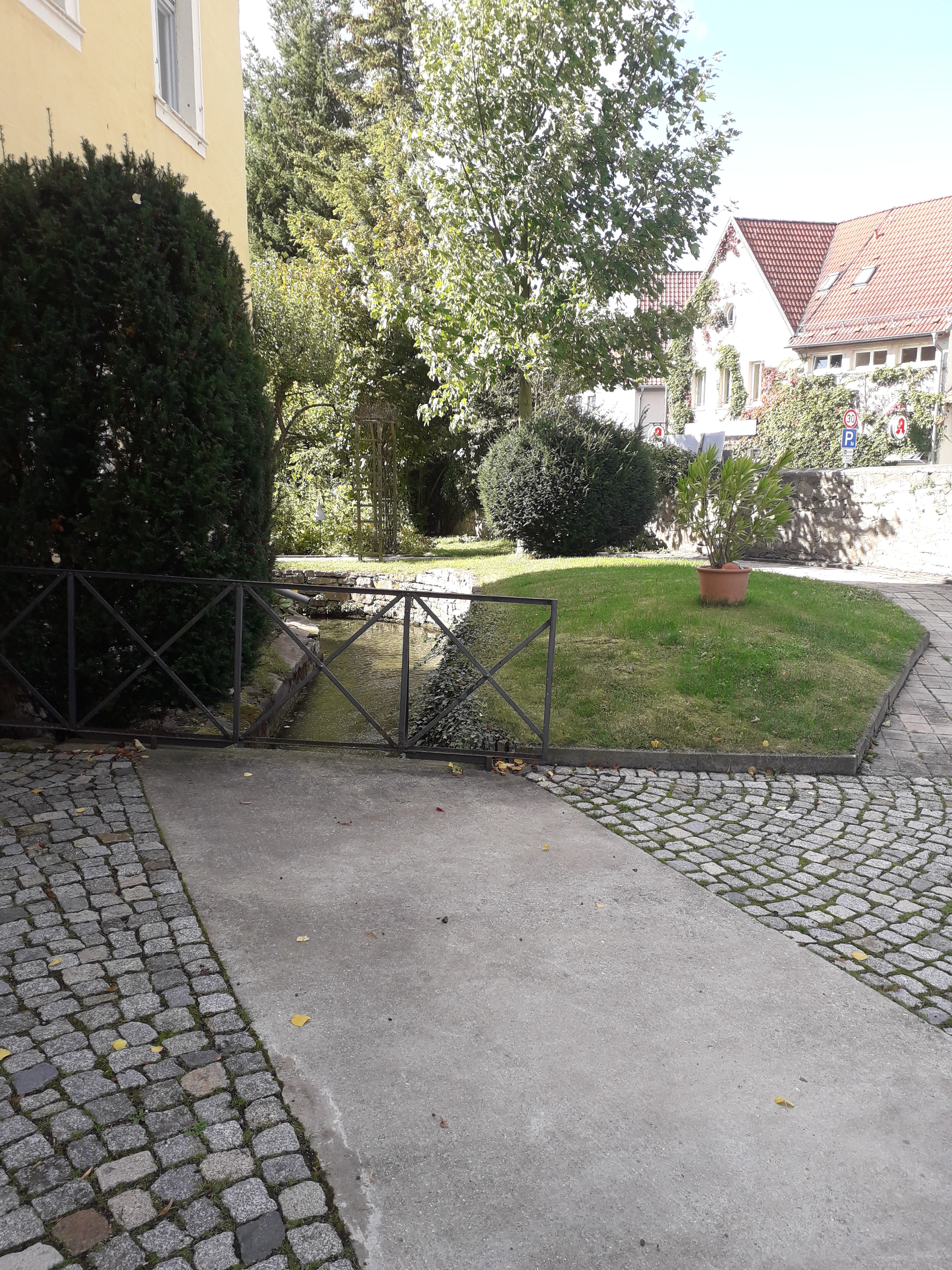
Papierbach vor dem Pfarrhaus St. Peter und Paul in Oberweimar

Der Papierbach entsteht in unbeständigem Lauf an einer Waldinsel ostnordöstlich von Oberweimar und zieht in westsüdwestlicher bis südwestlicher Richtung nach Oberweimar. Er fließt in einem sich erst nahe dem Ort etwas vor der querenden Bahnstrecke Weimar–Gera stärker eintiefenden Talmulde mit dem Namen Schlufter. Seine stärksten Quellen – es handelt sich um Karstquellen – Mägdeborn und Herzquelle  stoßen dann erst im Ortsbereich auf, etwa 500 m unterhalb von ihnen mündet der Bach bereits in den Mühlkanal. Die kurz nach dem Mägdeborn rechts gegenüber von ihm liegende Herzquelle ist die stärkste Quelle des Papierbachs. Mit dem Schluftergraben hat der Papierbach eine Gesamtlänge von 3,1 km. Eine Straße parallel zum Papierbach in Oberweimar trägt den Namen Schlufterweg.
Ein kurzer Abschnitt des Baches in Oberweimar etwa ab dem Haus Fortuna ist verdolt. Der Bach durchfließt danach die Gasse zwischen dem ehemaligen Amtshaus und der Papiermühle wieder offen über den Plan, bevor er diese Straße unterquert. Er läuft im Winkel um das Pfarrhaus und danach unter dem Kirchturm der zugehörigen Kirche des Klosters St. Peter und Paul hindurch. Danach fließt er in den  Mühlgraben ein, der kurz vorher am Wehr rechtsseits von der Ilm abgegangen ist und nach insgesamt etwa 200 Metern nordwestlichen Laufs unterhalb der Brücke des Plans in den Fluss zurückläuft.
Die Wasserführung des Papierbachs schwankt um einen Mittelwert von 0,2 m³/s.

## Nutzung

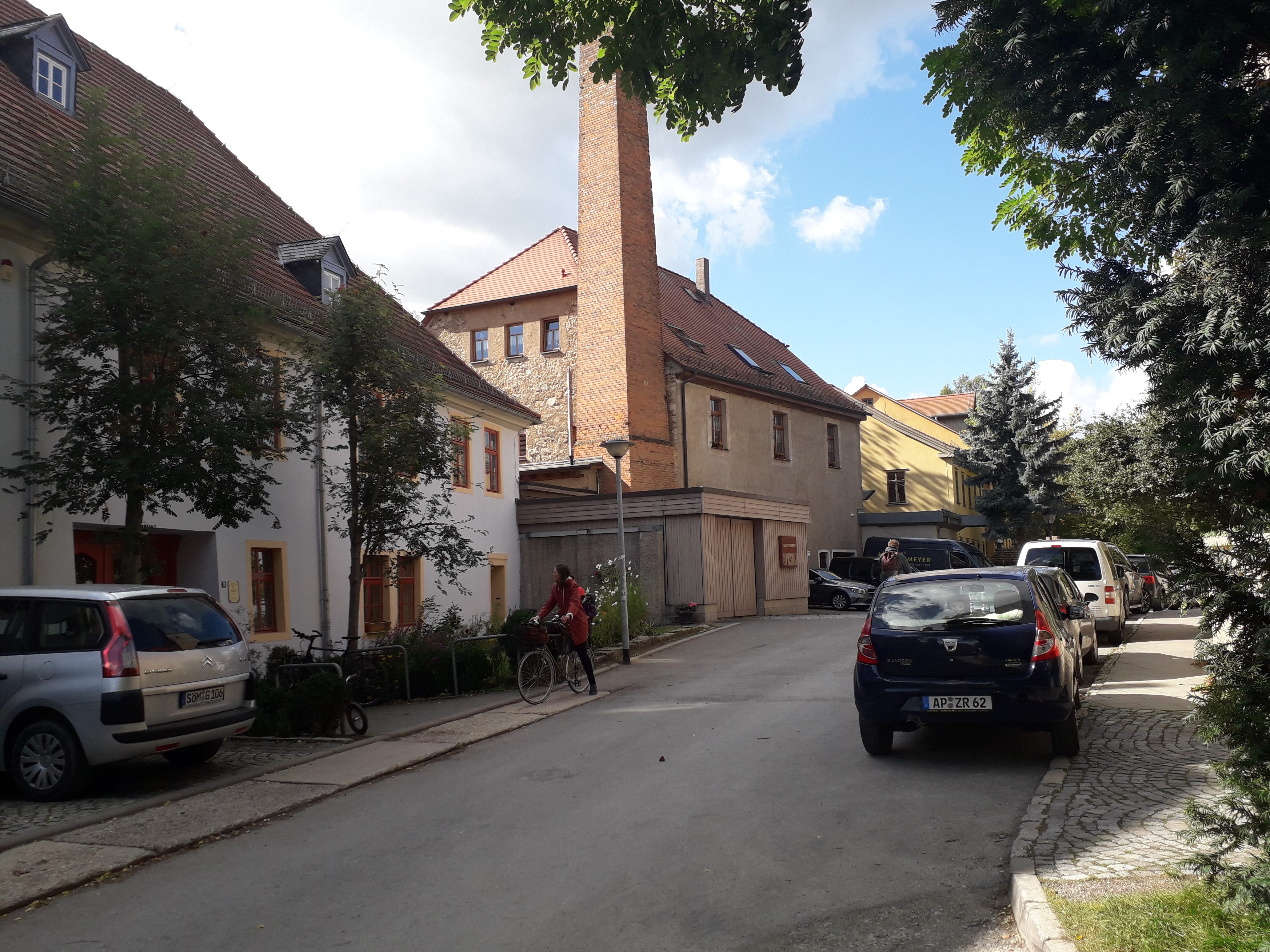
Ehemalige Klostermühle in Oberweimar

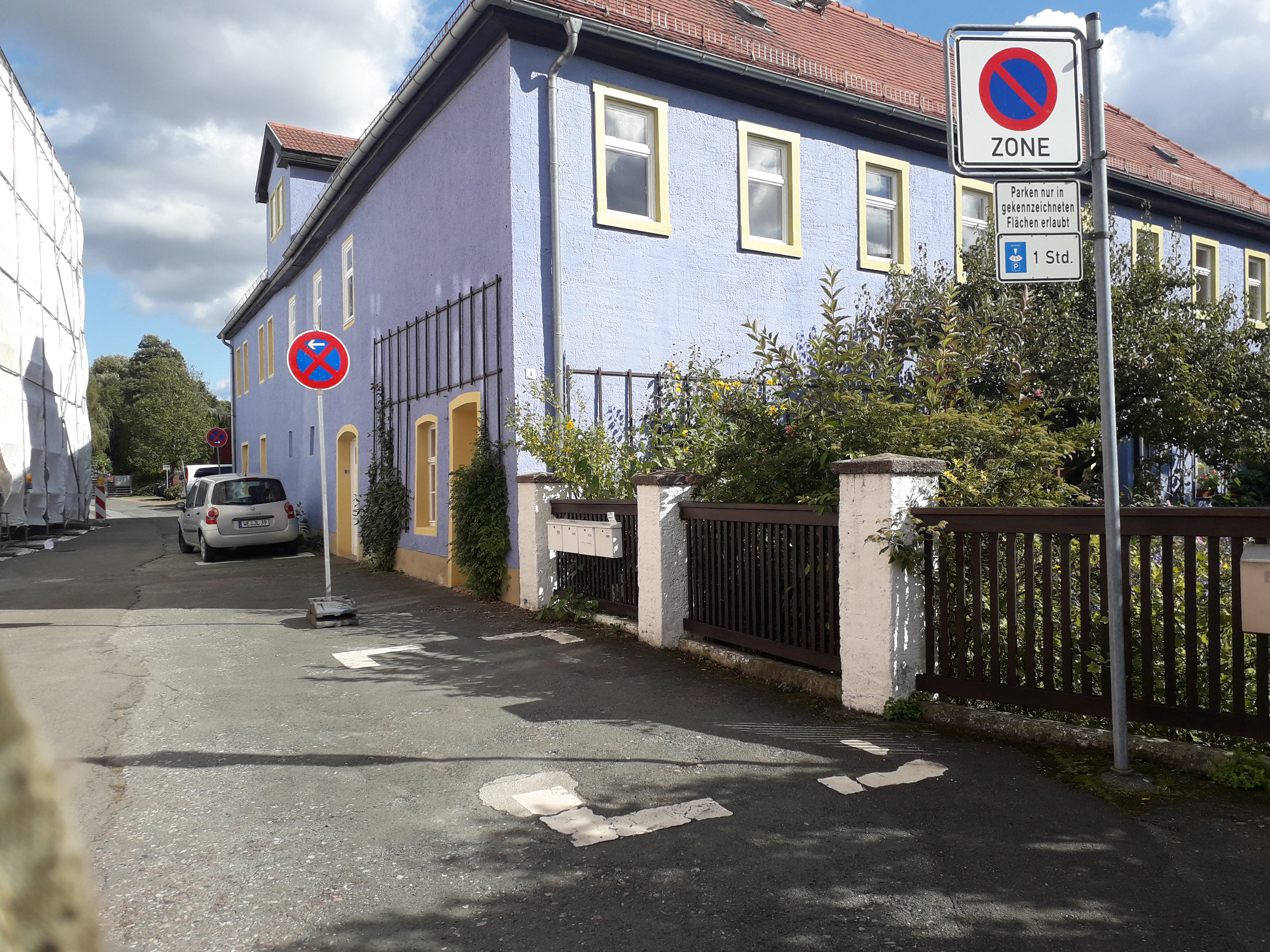
Plan 4 Oberweimar, Wohnhaus der Papiermüller

Der Papierbach trieb von 1546 bis 1925 die Papiermühle (Plan 6b) in Oberweimar an, wo in dieser Zeit Papier produziert wurde. Im Haus Plan 4 wohnten die Papiermüller. Von 1356 bis 1546 war sie Ölmühle. Die 1546 von Magister Franz Burckhardt, dem Kanzler Johann Friedrich des Großmütigen, errichtete Papiermühle war eine der ältesten Mühlen Thüringens. Am heutigen Klosterweg 5–8, also direkt am Mühlgraben, wurde die Klostermühle vom Papierbach einst mit Wasserkraft betrieben. Die Mahlmühle gehörte einst zum Nonnenkloster Oberweimar und wurde nach dessen Aufhebung fürstliches Kammergut. Erneuert wurde diese 1650. Drei der insgesamt sechs Mühlräder trieb der Papierbach an. Die spätere sogenannte Klostermühle wurde um 1880 bzw. 1922 zusätzlich eingerichtet. Die einstige Getreidemühle wurde ab 1905 Elektrizitätswerk für Oberweimar und hatte 1925 den Betrieb eingestellt. Der folgenden Mahlbetrieb in der Mühle endete wohl um 1945 (heute wird sie als Wohnraum genutzt). Die Wasserführung war oft so gering, dass diese nicht betrieben werden konnte. Heute wird diese als Tischlerei. bzw. als Waldorfkindergarten genutzt.
Das Wasser der Herzquelle wurde von 1974 bis 1994 ins Trinkwassernetz eingespeist. Die 1974 gefasste Quelle wurde 2015 renaturiert.

## Varia
Franz Ludwig Güssefeld zeichnete 1808 einen Plan der Gegend zwischen Weimar, Belvedere und Tieffurth. Darin sind auch die Mühlen Oberweimars eingezeichnet. Der Papierbach ist hier bis zur Papiermühle vollständig offen.